# Viktor Chistiakov
Viktor Chistiakov (Moscú, 9 de febrero de 1975) es un atleta ruso retirado especializado en la prueba de salto con pértiga, en la que consiguió ser subcampeón europeo en pista cubierta en 1996.

## Carrera deportiva
En el Campeonato Europeo de Atletismo en Pista Cubierta de 1996 ganó la medalla de plata en el salto con pértiga, con un salto por encima de 5.80 metros, tras el bielorruso Dmitriy Markov  (oro con 5.85 metros) y por delante de su paisano ruso Pyotr Bochkaryov.